# Corinne Alphen
Corinne Alphen (nacida el 27 de septiembre de 1954; Lynn, Massachusetts) es una modelo y actriz estadounidense. Fue dos veces Pet del Mes para Penthouse,y Pet del Año, y estuvo casada con el actor Ken Wahl durante siete años, desde 1984 hasta 1991. Alphen es también una lectora profesional de cartas del tarot.

## Biografía
Corinne Alphen nació el 27 de septiembre de 1954, en Lynn, Massachusetts, como una de cinco hijos de William Alphen, quien trabajó como jefe adjunto de policía,[¿dónde?] y su esposa Marjorie. Sus cuatro hermanos son tres chicosː Billy, Scott, y Glenn; y una chicaː Robin. A partir de mediados de julio de 2015, no se conocía definitivamente cuando se graduó del instituto o si asistió, e incluso si se graduó en alguna universidad. Tampoco se conoce la fecha en la que ella decidió perseguir una carrera como modelo y actriz.
Alphen fue escogida Pet del Mes de Penthouse para junio de 1978 y otra vez en agosto de 1981. En 1982, fue la Pet del Año; se casó con el actor Ken Wahl dos años más tarde, en 1984.
Apareció en películas y series de televisión estadounidenses en los años 80 y principios de los 90. La crítica de Roger Ebert de la película adolescente de 1983 Spring Break alabó su aparición, y lamentó que ella no fuese el personaje principal de la película. También apareció en la comedia de 1987Amazon Women On the Moon como unca chica de vídeo interactiva. Corinne interpretó a una dominatrix muy sexy en la comedia de 1988 "Screwball Hotel". En 1991, Alphen apareció en la sitcom Night Court. Pero para entonces, su matrimonio con Wahl se estaba desmoronando; ellos se divorciaron ese mismo año.
Estudió en La Escuela de Tarot de Nueva York, recibiendo en tarot y lectura avanzadas.

## Vida personal
Estuvo casada con el actor Ken Wahl desde 1984 hasta su divorcio en 1991, y fue ocasionalmente acreditada como Corinne Wahl durante su matrimonio. Alphen y Wahl tienen un hijo juntos, llamado Raymond Wahl.